# Kāltāmānlū
Kāltāmānlū (persiska: Qāltamānlū, کالتامانلو) är en ort i Iran.   Den ligger i provinsen Nordkhorasan, i den nordöstra delen av landet, 600 km öster om huvudstaden Teheran. Kāltāmānlū ligger 1 643 meter över havet och antalet invånare är 192.
Terrängen runt Kāltāmānlū är lite bergig.Runt Kāltāmānlū är det ganska glesbefolkat, med 38 invånare per kvadratkilometer. Närmaste större samhälle är Nāmānlū, 5,0 km öster om Kāltāmānlū. Trakten runt Kāltāmānlū består i huvudsak av gräsmarker.